# Когда ты потерялся в темноте
«Когда́ ты потеря́лся в темноте́» (англ. When You're Lost in the Darkness) — пилотный эпизод американского постапокалиптического телесериала «Одни из нас». Премьера эпизода состоялась 15 января 2023 года на канале HBO. Сценарий эпизода написали Крейг Мейзин и Нил Дракманн, а Мейзин также выступил в качестве режиссёра.
Эпизод получил положительные отзывы критиков, которые отметили сценарий и хорошую игру актёров, в числе недостатков называли похожесть на другие постапокалиптические телесериалы. В первый день его посмотрели 4,7 млн зрителей, а за два дня — более 10 млн.

## Сюжет
В 1968 году в ходе ток-шоу учёные-эпидемиологи доктор Ньюман (Джон Ханна) и доктор Шонхайсс (Кристофер Хейердал) обсуждают возможные угрозы для человечества — патогены, способные вызвать всемирную пандемию. Ньюман выдвигает экстравагантное предположение: такой угрозой могут стать грибы — возбудители микозов. Он приводит в пример кордицепс — грибок, паразитирующий на насекомых, способный управлять поведением хозяина и не допускать его смерти. Шонхайсс отмечает, что для человека кордицепс не опасен — он не выживает при высокой температуре человеческого тела, на что Ньюман отвечает, что в случае глобального потепления грибы могут эволюционировать и приспособиться к высоким температурам, став угрозой и для людей.
В 2003 году плотник Джоэл (Педро Паскаль) живёт со свой дочерью Сарой (Нико Паркер) и братом Томми (Гэбриел Луна) в пригороде Остина (штат Техас). В свой день рождения Джоэл берёт на стройке двойную смену и предупреждает дочь, что вернётся только поздно вечером. Сара после школы относит  в ремонт неисправные часы Джоэла, а также заглядывает к соседям, семье Адлеров — они заботятся о прикованной к инвалидной коляске старушке Нане. Вечером во время просмотра фильма Сара засыпает, а Джоэл уходит из дома, чтобы выручить Томми — тот ввязался в драку и был арестован. Через несколько часов Сара просыпается — над домом пролетают вертолеты. Сара заглядывает к Адлерам и обнаруживает соседей умирающими — на них напала Нана, заражённая кордицепсом и превратившаяся в зомби. Она гонится и за Сарой, но Джоэл вовремя возвращается домой вместе с Томми и убивает Нану трубным ключом. Джоэл, Томми и Сара пытаются уехать на автомобиле прочь от Остина, видя вокруг паникующие толпы, попадают в аварию. Джоэл с Сарой на руках бежит к реке, но наталкивается на солдата — у того приказ уничтожить любых потенциальных заражённых. Солдат открывает огонь, Томми спасает Джоэла, однако Сара оказывается раненной и умирает на руках у отца.
Двадцать лет спустя, в 2023 году, Джоэл живёт в военной карантинной зоне на руинах Бостона, которой управляет Федеральное агентство по урегулированию стихийных бедствий (FEDRA). Он и его подруга Тесс (Анна Торв) занимаются контрабандой, продавая необходимые вещи гражданским лицам и солдатам. Джоэл планирует покинуть карантинную зону и направиться в Вайоминг в поисках Томми, с которым он потерял контакт несколько недель назад. Джоэл и Тесс пытаются купить автомобильный аккумулятор у местного торговца, но его продают «Цикадам» — военизированной повстанческой группировке, противостоящей FEDRA. Пытаясь заполучить аккумулятор, они обнаруживают, что сделка пошла не по плану, и раненная лидер «Цикад» Марлин (Мерл Дэндридж) просит Джоэла и Тесс доставить девочку Элли (Белла Рамзи) в Капитолий штата Массачусетс и передать её другим «Цикадам» в обмен на припасы. Выбираясь из города, они сталкиваются с солдатом, который хочет взять у Элли тест на инфекцию, но та бьет солдата ножом, а Джоэл забивает до смерти, когда военный хочет её застрелить. Тесс понимает, что Элли заражена, но девочка уверяет, что она не превратится в монстра, так как она заразилась три недели назад. Джоэл, Тесс и Элли, убегая от солдат FEDRA, входят в зону биологического загрязнения.

## Производство

### Разработка и сценарий
Телесериал «Одни из нас» был разработан Крейгом Мейзином и Нилом Дракманном на основе видеоигры The Last of Us, вышедшей в 2013 году. Дракманн был сценаристом и креативным режиссёром видеоигры. В марте 2020 года было объявлено, что телевизионная адаптация находится на стадии планирования, а в ноябре того же года канал HBO официально заказал производство телесериала. В июне 2020 года Йохан Ренк, работавший с Мейзином над мини-сериалом «Чернобыль», был объявлен исполнительным продюсером и режиссёром пилотного эпизода. К ноябрю 2020 года он ушёл с должности режиссёра из-за плотного графика съёмок, вызванного пандемией COVID-19. В январе 2021 года его заменил Кантемир Балагов, который должен был снять несколько первых эпизодов. В октябре 2022 года Балагов заявил, что покинул проект годом ранее из-за «творческих разногласий», и что его работа не попадёт в финальную версию сериала. После премьеры пилотного эпизода он заявил, что 40 % первых 40 минут сериала якобы были его работой. В августе 2021 года Гильдия режиссёров Канады сообщила, что Мейзин был назначен режиссёром одного из эпизодов, а позже стало известно, что это был пилотный эпизод. Сценарий к нему написали Мейзин и Дракманн. В декабре 2022 года на сайте Rotten Tomatoes появилось название пилотного эпизода.
«Когда ты потерялся в темноте» изначально планировалось выпустить в виде двух эпизодов: первый из должен был закончиться вскоре после «прыжка во времени» на двадцать лет вперёд. Однако руководство канала HBO посчитало, что оригинальная версия первого эпизода не мотивировала бы зрителей посмотреть второй эпизод через неделю, в особенности из-за короткого экранного времени Элли:22:27. Первоначальная идея Мейзина и Дракманна состояла в том, чтобы создать собственную версию образовательного клипа из документального сериала «Планета Земля», который был источником вдохновения для создания игры, но они сочли это скучным. Концепция телевизионного ток-шоу была вдохновлена реально существовавшим ток-шоу «The Dick Cavett Show», выходившим с 1968 по 1986 год. Мейзин написал сценарий, имитируя расшифровку эпизода ток-шоу 1969 года. Поначалу Дракманн сомневался, но по мере приближения к завершению производства первого сезона одобрил эту идею. Кадры из ток-шоу понравились ему как «обучающий» пролог и как введение зрителей в курс будущих событий:8:43. Также это стало отсылкой к пандемии COVID-19, демонстрируя зрителям, что эпидемии случались ранее и случатся в будущем:10:54. Идея о том, человечество знало о потенциальном риске катастрофы в течение некоторого времени Мейзин уже  использовал ранее в мини-сериале «Чернобыль».
Дракманн был открыт к отклонениям от сюжета игры при наличии веских причин и с учётом влияния на последующие события сюжета. Пролог игры происходит в 2013 году, тогда как в сериале он происходит в 2003 году. Основное повествование в постапокалиптическом мире разворачивается в 2033 году в игре и 2023 году — в сериале. Создатели сериала сочли, что это делает сюжет более реалистичным и приближенным к современному зрителю, а также будет соответствовать дате выхода сериала, при этом принципиально не меняя историю. Мейзин и Дракманн добавили дополнительные сцены с Сарой, имитируя вступительную сцену игры, в которой игроки ненадолго берут на себя управление Сарой. Короткие сцены с ней были написаны так, чтобы подчеркнуть её личность и заставить зрителей подумать о будущем Сары, если бы она выжила. Дракманн хотел показать вспышку грибка с точки зрения ребёнка. Сценаристы рассматривали разные причины, по которым Джоэл должен был оставить Сару одну дома. В итоге они решили остановиться на заключении Томми под стражу после того, как он подрался с заражённым. Мейзин почти буквально скопировал последовательность действий в сцене смерти Сары из игры, а Луна черпал вдохновение из «физической геометрии» Томми в игре, которого там исполнил Джеффри Пирс. В начале эпизода звучат песни «Tomorrow» Аврил Лавин и «White Flag» Дайдо, а в финальной сцене и титрах звучит «Never Let Me Down Again» группы Depeche Mode. Мейзин выбрал «Never Let Me Down Again» из-за сочетания жизнерадостной музыки и мрачного текста. Также название песни является отсылкой к отношениям между Джоэлом и Элли. Мейзин отметил, что эта песня позднее вновь прозвучит в сезоне, но совсем в другой ситуации:40:25.

### Подбор актёров и персонажи
Из-за пандемии COVID-19 подбор актёров проходил удалённо через программу Zoom. 10 февраля 2021 года Педро Паскаль был утверждён на роль Джоэла, а Белла Рамзи — на роль Элли. Паскаль и Рамзи не виделись до начала съёмок, но обнаружили, что между ними возникла мгновенная «химия», которая развивалась в процессе съёмок. Паскаля взяли на роль из-за его способности изобразить жёсткого, измученного и уязвимого персонажа, который подавляет свои эмоции до тех пор, пока это необходимо. Паскаль пытался играть в первую игру, но посчитал, что у него плохо получается, и уже через несколько минут передал управление своему племяннику и наблюдал, как он играет. Педро посчитал Джоэла «впечатляющим», но не хотел слишком сильно имитировать игру, вместо этого решив «создать здоровую дистанцию» между игровым персонажем и его телевизионным воплощением.
На роль Элли рассматривалось более 105 человек. Продюсеры искали актрису, которая могла бы изобразить находчивого, изворотливого и склонного к насилию персонажа. После прослушивания Рамзи рекомендовали воздержаться от игры, чтобы избежать излишнего копирования оригинального персонажа. Тем не менее, Белла посмотрела несколько роликов с игрой на YouTube, чтобы получить представление об игре. Рамзи, которая является англичанкой, научилась говорить с американским акцентом для этой роли.
30 июня 2021 года Нико Паркер была утверждена на роль Сары. Паркер смотрела видеоролики с прохождением игры за много лет до того, как получила свою роль. Актриса хотела предоставить свою собственную интерпретацию персонажа. Она сильно нервничала, думая о своей игре в сцене со смертью Сары из-за важности этого ключевого события в игре. Паркер и Паскаль почти не репетировали сцену смерти Сары:2:02. Во время съёмок сцен с Паркер (они снимались в самом начале) Паскаль почувствовал «мгновенную связь между отцом и дочерью».
15 апреля 2021 года было объявлено, что Гэбриел Луна получил роль Томми. Он с энтузиазмом согласился на эту роль, поскольку жил в Остине (штат Техас) — родном городе Джоэла и Томми — примерно в то же время, что и в сюжете игры:2:20. Луна подошёл к своей роли так, как будто это был биографический фильм. В видеоиграх роль Томми исполнил Джеффри Пирс. Луна постарался воспроизвести элементы оригинальной игры Пирса.
27 мая  2021 года стало известно, что Мерл Дэндридж вновь сыграет Марлин, роль которой она исполнила в видеоиграх. 22 июля 2021 года было объявлено, что Анна Торв получила роль Тесс.

### Съёмки
Оператором эпизода стала Ксения Середа. Съёмки сериала начались в Калгари (Альберта) 12 июля 2021 года — на неделю позже, чем изначально планировалось. Съёмки в Хай-Ривере проходили в вечернее время с 13 по 19 июля — там была снята сцена с тупиком Джоэла и Сары, здания, через которые они бегут от заражённых, и горящий дом, мимо которого они проезжают. С 19 по 24 июля съёмки прошли в Форт-Маклауде. Фасады некоторых зданий и магазинов были изменены для соответствия контексту сериала.
Сцены, в которых Джоэл, Элли и Томми едут в автомобиле, снимались на протяжении течение четырёх недель в Форт-Маклауде в ночное время с использованием сотен статистов. Во время съёмок каскадёр управлял движением автомобиля с консоли на крыше транспортного средства, позволяя оператору с камерой полностью перемещаться вокруг автомобиля в любом направлении на 360 градусов. Вся сцена была написана в сценарии как один длинный дубль. Мейзин отметил, что эту сцену было трудно снимать из-за короткой ночи в Форт-Маклауде. Актёры и съёмочная группа репетировали с 21:00 до 23:30 и затем снимали примерно до 4:30 утра. Мейзин и Дракманн продолжали добавлять второстепенные элементы декораций за несколько минут до начала съёмок. Авиакатастрофу имитировали путём вспышек мощных прожекторов на камеру, что создало эффект взрыва. Актёров и съёмочную группу попросили не смотреть прямо на свет, чтобы не получить ожог глаз. Паркер посчитала съёмки сцены погони захватывающими и пугающими из-за использования практических эффектов, позволяющих ей в реальном времени реагировать на происходящее рядом с ней:1:22.
Производство вернулось в Хай-Ривер вечером 29 июля, а в августе было перенесено в Калгари. В течение нескольких месяцев рядом с парком Стампид были построены три блока для использования в съёмках, которые использовали для воссоздания карантинной зоны в Бостоне, показанной во вступительном акте игры. К концу августа 2021 года работа Балагова над телесериалом была завершена. Позднее он полностью покинул проект из-за творческих разногласий. Съёмочной группе был предоставлен дополнительный бюджет на пересъёмку сцен эпизода. Во время пересъёмок были добавлены дополнительные сцены, в частности, завтрак с Томми и ночной звонок Джоэлу из тюрьмы.

## Восприятие

### Премьера
Изначально предполагалось, что премьера телесериала состоится в 2022 году, однако главный специалист по контенту HBO и HBO Max Кейси Блойс опроверг это в феврале 2022 года, заявив, что выход сериала более вероятен в 2023 году. После утечек от Sky и HBO Max 2 ноября телеканал HBO объявил, что премьера сериала в США состоится 15 января 2023 года. Мировая премьера пилотного эпизода состоялась на красной дорожке в Вествуде (штат Калифорния) 9 января 2023 года, после чего последовали театральные показы в Будапеште 11 января и Нью-Йорке 12 января. В первую ночь после премьеры пилотный эпизод посмотрели 4,7 млн зрителей в США (на HBO и HBO Max). Это второй показатель по просмотрам дебютного эпизода HBO с 2010 года после премьеры «Дома Дракона». Через два дня первый эпизод посмотрело в общей сложности 10 млн зрителей в США. В ночь премьеры только по кабельному телевидению эпизод посмотрели 588 000 зрителей. В Латинской Америке пилотный эпизод стал лучшим дебютом HBO Max за всю историю.

### Оценки критиков
На сайте Rotten Tomatoes рейтинг эпизода составляет 100 % на основании 35 рецензий критиков со средним баллом 9 из 10. «Консенсус критиков» сформулирован так: «Ползучий кошмар, который закапывается в сознание, как грибок, „Когда ты потерялся в темноте“ — это запоминающаяся премьера, которая выигрывает в значительной степени от трогательного вклада Нико Паркер». Критики высоко оценили актёрскую игру Педро Паскаля, Беллы Рамзи, Анны Торв и Нико Паркер. Марк Делейни из GameSpot признался, что игра Паскаля в эпизоде заставила его дважды заплакать. Также он отметил способность актёра демонстрировать разные стороны характера Джоэла. По мнению Эрона Бейна из Push Square, Паскаль смог показать мучения Джоэла без слов, а Бернард Бу из Den of Geek отметил, что внимание к деталям у Торв было не меньшим, чем у Паскаля. Дэвид Смит из Kotaku Australia назвал Рамзи «возможно, величайшим триумфом пилота», особенно в её сценах с Паскалем. Алан Сепинуолл из Rolling Stone похвалил Паркер за то, её игра «удерживала внимание» и заставила зрителей ей сопереживать, а игра Джона Ханны из пролога, по его мнению, убедительно «продаёт природный страх» перед инфекцией. Бу из Den of Geek отметил, что каждый актёр «привнёс свой личный взгляд» на исходный материал.
Джулиан Роман из MovieWeb высоко оценил сценарий Мейзина и Дракманна в первой части эпизода, в особенности похвалив высокую интенсивность действия, показанного с точки зрения Сары. Бу из Den of Geek заметил, что пролог эпизода привнёс «долгожданный элемент контекста реального мира», который осмысленно обосновывает историю, а Стив Грин из IndieWire назвал пролог «искусным приёмом», который должен вселить в зрителя столько же доверия, сколько и беспокойства. Саймон Карди из IGN посчитал, что некоторые элементы были показаны «слишком поспешно», что было обусловлено высоким темпом повествования. Брэдли Рассел из GamesRadar+ отметил, что вторая половина эпизода «немного выдыхается» по сравнению с его безжалостной первой половиной. Дэниел Д’Аддарио из Variety сравнил эпизод с мини-сериалом «Чернобыль», отметив, что у Мейзина есть дар «демонстрировать крушение процессов». Бейн из Push Square отметил, что эпизод остаётся преданным своему источнику и при этом немного отличается от него, благодаря чему сохраняет интерес для тех, кто уже хорошо знаком с игрой. По мнению Дейз Джонстон из Inverse, добавление дополнительных сцен по сравнению с прологом игры позволило зрителям сильнее сопереживать Саре.
Несколько критиков высоко оценили режиссуру Мейзина и операторскую работу Середы. Рассел из GamesRadar+ заметил, что съёмка с точки зрения Сары добавила повествованию «удушающий тон» по мере того, как дела идут «от плохого к худшему и к катастрофическому». Несколько журналистов сравнили операторскую работу с видеоигрой. Так, Карди из IGN похвалил оператора, отметив, что камера в одной из сцен имитирует положение внутриигровой камеры, когда игрок сидит на заднем сиденье грузовика с Сарой и наблюдает за происходящим хаосом с её точки зрения. Валери Эттенхофер из /Film, напротив, посчитала пилотный эпизод самым слабым эпизодом во всём сериале, отметив, что эффект «дрожащей съёмки с рук» ослабил влияние зрительского знакомства с миром. Грин из IndieWire отметил, что Мейзин умело показывает детали, происходящие на заднем плане (типа событий в соседнем доме или проезжающих мимо полицейских машин). Дэниел Финберг из The Hollywood Reporter назвал эпизод «искусно сделанным», но «слишком узнаваемым» и похожим на другие постапокалиптические сериалы. Сепинуолл из Rolling Stone отметил, что когда Мейзин перестаёт пытаться имитировать «визуальный язык игры», эпизод начинает восприниматься как экшн-фильм, а не как уровень из игры. Бу из Den of Geek похвалил работу художников-постановщиков за создание мира, аутентичного игре. Рассел из GamesRadar+ отметил «мощный и сдержанный» саундтрек Густаво Сантаолальи: «мягкие звуки банджо эффективно используются повсюду, чтобы усилить, а не не подавить более эмоциональные ритмы эпизода».